# Кралицька ущелина
Кралицька ущелина (Králická tiesňava) — природний заповідник в Словаччині; розташовується в окрузі Банська Бистриця — біля села Кралики. Охоронна територія заснована 1993 року; займає 21 га. Розташований 7-метровий Кралицький водопад.